# نبرد ناصریه
نبرد ناصریه (انگلیسی: Battle of Nasiriyah) نبردی در خلال جنگ عراق بین تیپ ۲ تفنگداران دریایی ایالات متحده و نیروهای عراقی در ناصریه بود، که از ۲۳ مارس تا ۲ آوریل ۲۰۰۳ به رهبری ایالات متحده درگرفت. در شب ۲۴ و ۲۵ مارس، بخش عمده‌ای از تفنگداران دریایی تیم رزمی هنگ ۱ از طریق پل‌ها از شهر عبور کرده و به سمت شمال به سمت بغداد حمله کردند. با این حال، نبرد در شهر تا ۱ آوریل ادامه یافت تا اینکه مقاومت عراق در شهر شکست خورد.